# 오야마촌 (도야마현)
오야마촌(大山村)은 도야마현 가미니카와군에 존재했던 촌이다. 

## 역사
- 1889년 4월 1일 - 정촌제 시행에 의해 가미니카와군 오야마촌이 성립하였다.
- 1955년 1월 1일 - 가미다키정, 오쇼촌, 후쿠자와촌과 합병해 오야마정이 성립하였다.

## 참고문헌
- 『市町村名変遷辞典』東京堂出版、1990年。